# Mjølnerparken
Mjølnerparken er et større alment boligbyggeri med knap 1.000 indbyggere beliggende på det ydre Nørrebro i København mellem Nørrebrogade og Tagensvej. Komplekset administreres af Bo-Vita og indeholder 560 boliger fordelt med 18 stk. 2-rums-boliger (et ældrekollektiv), 472 stk. 3-rums-boliger, 38 stk. 4-rums-boliger og 32 stk. ungdomsboliger.
Mjølnerparken er en større karrébebyggelse på ydre Nørrebro i Mimersgadekvarteret. Mjølnerparken er afgrænset af Tagensvej mod nord, af Midgårdsgade og det gamle baneterræn (i dag Superkilen) mod øst, af Hothers Plads mod syd og af Borgmestervangen og Mimersparken ved Bispebjerg Station mod vest.

## Områdets historie
Mjølnerparken er opkaldt efter Thors hammer, som altid ramte sit mål og derefter vendte tilbage til gudens hånd. Fra 1860 navngav man en stor gruppe gader med navne fra den nordiske mytologi og sagnverden. Ældste navn er Odinsgade, hvor en privat grundejer fandt på at bruge dette navn fra den nordiske mytologi. Det inspirerede kommunens gadenavneudvalg til at fortsætte med gudenavnene på Ydre Nørrebro. Det nyeste navn er Mjølnerparken. Navnet fik parken i 1986.
På det område, der i dag er Mjølnerparken, lå der omkring århundredskiftet en masse uens bebyggelse langs baneterrænet, mens der i mellemkrigstiden lå en kæmpestor fabrik. Da Mjølnerparken blev opført i sidste halvdel af 1980'erne, var det på arealet fra en tidligere papirfabrik under De forenede Papirfabrikker, der eksisterede 1933-79.
Man påbegyndte opførslen af Mjølnerparken i 1984 og var klar til indflytning i 1987.
Det 30.000 kvadratmeter store tidligere godsbaneterræn bag Mjølnerparken er i forbindelse med byfornyelsen af Mimersgadekvarteret i 2012 blevet omdannet til Mimersparken, et rekreativt område med boldbaner, løberute mm.
Området husede i 2023 966 beboere, fortrinsvis indvandrere og efterkommere fra ikkevestlige lande, hvoraf en stor del er unge under 18 år. I 1993 var ca 36 % af beboerne i lejlighederne af dansk oprindelse. I 2003 var 91 % af beboerne indvandrere eller efterkommere fra ikke-vestlige lande. I januar 2016 var tallet faldet igen til 82,6 %.

## Sociale problemer og kriminalitet
Mjølnerparken har i mange år haft et omdømme som et boligområde med sociale problemer og en del ungdomskriminalitet. Området var på regeringens lister over særligt udsatte almene boligområder, fra den første liste blev offentliggjort i 2010 til 2023, hvor området forsvandt fra listen. I 2005 var Mjølnerparken således et af de allerførste boligområder i Danmark, hvor man opsatte overvågningskameraer for at forhindre en række påsatte kælderbrande. Tiltaget var kontroversielt i samtiden, men hjalp øjeblikkeligt, og overvågningen blev siden udvidet fra kældre og opgange til udeområderne.

### Banden Brothas
Mjølnerparken er hjemsted for banden Brothers and Soldiers - bedre kendt som Brothas, der første gang gjorde sig bemærket i 2009. Brothas var bl.a. involveret i bandekrigen mellem Hells Angels og forskellige indvandrergrupper i perioden 2008-12. I februar 2016 valgte banden at indgå i den tyske rockergruppe Black Jackets. Fusionen blev imidlertid ikke varig, og Brothas genopstod igen og spillede en hovedrolle i bandekrigen på Nørrebro i 2017 mod fjenden Loyal to Familia.

### Omar Abdel Hamid El-Hussein
Omar Abdel Hamid el-Hussein (1992-2015), dansk-palæstinenseren, som udførte terrorangreb på Krudttønden, havde boet i Mjølnerparken med sin lillebror i en stor del af sin opvækst.[kilde mangler]

## Mjølnerparken i dag
I tidens løb har der været iværksat en række forskellige tiltag for at forbedre forholdene i Mjølnerparken. I 2010'erne er forholdene i Mjølnerparken også blevet forbedret på flere punkter. Andelen af 18-64-årige, der hverken er i beskæftigelse eller uddannelse, er således faldet fra 53 til 44 % fra 2010 til 2016. I samme periode faldt antallet af dømte fra 3,3 til 2,7 % af de voksne beboere, og indkomsterne og uddannelsesniveauet er steget i bydelen ifølge regeringens årlige opgørelse over udviklingen i de danske ghettoer. I 2023 var antallet af 18-64-årige beboere uden beskæftigelse eller under uddannelse 39 %, og antallet af dømte var faldet til 2,1 % af beboerne.
Den hidtil mest ambitiøse plan er den fysiske helhedsplan for Mjølnerparken, der blev udarbejdet af Lejerbo i samarbejde med områdets beboere. Den blev vedtaget i 2015 og skal iværksættes i de følgende år. Planen går ud på, at lejlighederne, der ikke har været renoveret siden opførelsen i 1980'erne, får nyt køkken, bad, ventilation og nye vinduer. Nogle af lejlighederne forsvinder for at give plads til erhverv, en daginstitution og større familieboliger. Samtidig gennemføres der en række andre fysiske forandringer for at forøge trygheden i området. F.eks. bliver trappeopgangene vendt, så indgangsdørene kommer ud i gaderummet. Endelig skal området kobles bedre sammen med det øvrige Nørrebro, bl.a. ved at etablere en ny handelsgade ud mod Mimersparken og føre en ny cykelrute gennem boligområdet, der skal forbinde ruterne i Mimersparken og Superkilen. Ambitionen med planen er, at den fysiske og den tilsvarende boligsociale helhedsplan for Mjølnerparken skal være den sidste, og at man efter fuldførelsen vil betragte indsatsen som fuldendt og Mjølnerparken som et normalt kvarter.